# Heinrich Bleicher
Heinrich Bleicher (* 19. März 1861 in Nürnberg; † 11. Mai 1929 in Frankfurt am Main) war ein deutscher Kommunalbeamter und Statistiker.

## Leben
Bleicher studierte Mathematik, Physik und Staatswissenschaften an der Ludwig-Maximilians-Universität München und legte dort 1883 sein Staatsexamen für Mathematik und Physik ab. 1880 wurde er Corpsschleifenträger der Ratisbonia. Seine erste berufliche Anstellung fand er als Versicherungsmathematiker beim Statistischen Amt in München. In dieser Zeit wurde er 1888 zum Dr. oec. publ. promoviert. 1890 wechselte er in den Dienst der Stadt Frankfurt am Main und wurde dort Direktor des Statistischen Amts. Unter gleichzeitiger Verleihung des Titels Professor wurde er 1901 nebenberuflich Hochschullehrer an der Frankfurter Akademie für Sozial- und Handelswissenschaften und nach deren Eingliederung in die Johann Wolfgang Goethe-Universität dort Leiter des Statistischen Seminars.
Von 1906 bis 1925 war er hauptberuflich Stadtkämmerer in Frankfurt und gleichzeitig von 1917 bis 1920 für den Stadtkreis Frankfurt am Main (seit 1920 für die DDP) Mitglied des Nassauischen Kommunallandtags für den damaligen Regierungsbezirk Wiesbaden. Im Kommunallandtag war er stellvertretendes Mitglied des Landesausschusses und Mitglied im Finanzausschuss. Bei den Wahlen 1921 kandidierte er erneut, erhielt aber kein Mandat.

## Ehrungen
Nach ihm ist die Heinrich-Bleicher-Straße im Frankfurter Stadtteil Dornbusch benannt.

## Werke
- Grundriss der Theorie der Zinsrechnung. Springer-Verlag, Berlin und Heidelberg 1888. Ausschnitt auf Google Books
- Tabellarische U¨bersichten, betreffend den Civilstand der Stadt Frankfurt a.M. in den Jahren 1892 bis 1900. Sauerländer, Frankfurt am Main 1901.
- Statistische Beschreibung der Stadt Frankfurt am Main und ihrer Bevölkerung. Sauerländer, Frankfurt am Main 1892
- Volksversicherung. Ein Beitrag zur Versicherungspolitik. Simion Verlag, Berlin 1904.
- Statistik. Göschen, Berlin 1915.
- Statistik. 2. Aufl., W. d. Gruyter & Co., Berlin 1925.